# Alex (Oklahoma)
Alex kisváros az Amerikai Egyesült Államokban, Oklahoma államban, Grady megyében.

## Demográfiai adatok
A 2000. évi népszámlálási adatok szerint Alex lakónépessége 635 fő, a háztartások száma 254, és 179 város él a kisvárosban. Alex népsűrűsége 36,7 fő/km². Alexban a lakások száma 294, km²-ként 17. Alex lakónépességének 91,18%-a fehér, 6,3%-a indián őslakos, 0,16%-a ázsiai, 0,79%-a egyéb és 1,57%-a két vagy több rasszba tartozik.